# William C. Maybury

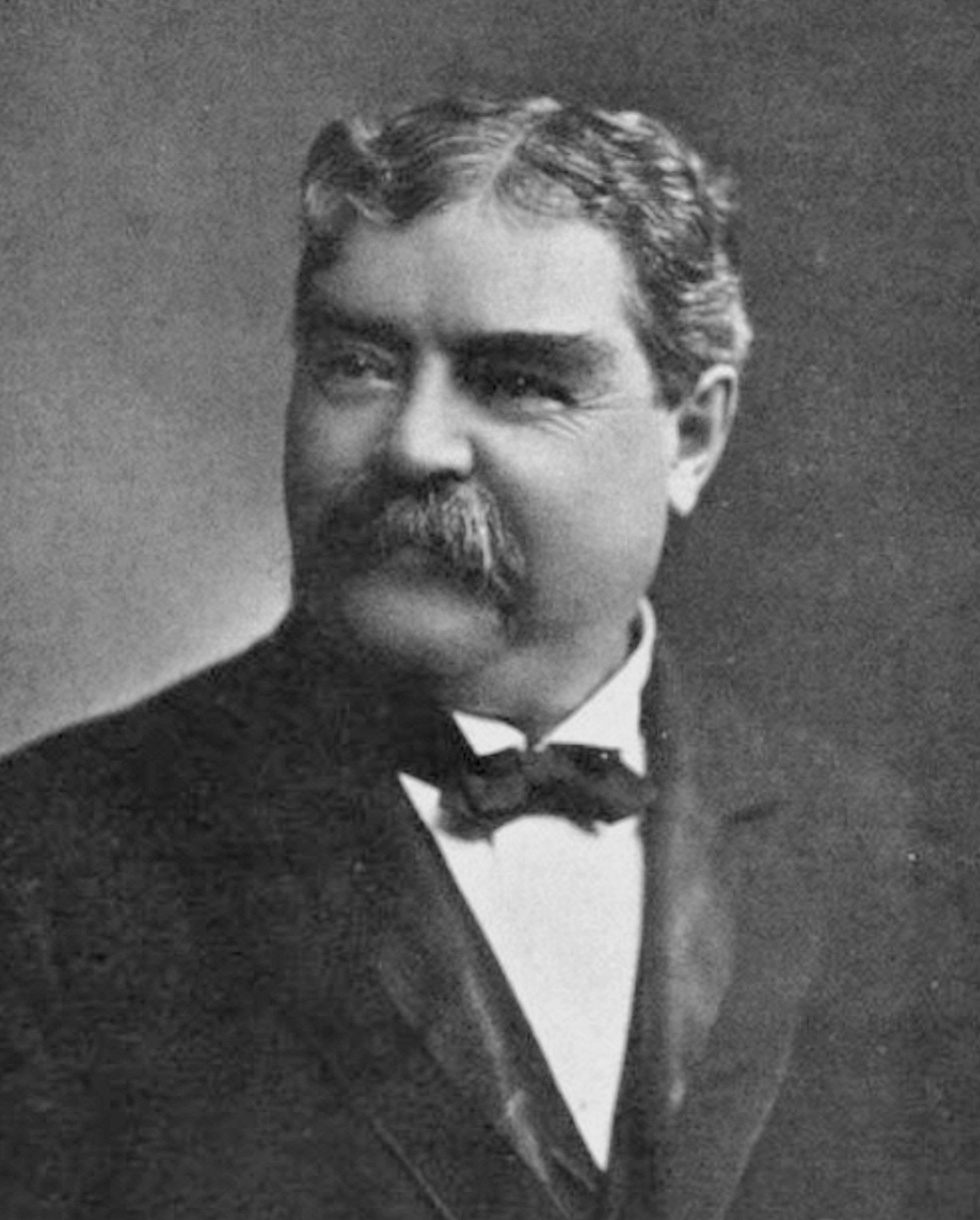
William C. Maybury

William Cotter Maybury (* 20. November 1848 in Detroit, Michigan; † 6. Mai 1909 ebenda) war ein US-amerikanischer Politiker.
Maybury studierte Jura an der University of Michigan in Ann Arbor und besuchte dann das law department der Universität. Anfang der 1870er wurde er in die Anwaltschaft aufgenommen und praktizierte in Detroit. 1876 bis 1880 war er city attorney der Stadt. Danach war Maybury zwischen 1881 und 1882 als Lecturer für Forensik am Michigan College of Medicine in Detroit tätig.
Vom 4. März 1883 bis zum 3. März 1887 vertrat Maybury den Bundesstaat Michigan als Demokrat im US-Repräsentantenhaus. 1886 verzichtete er auf eine erneute Kandidatur und begann wieder in Detroit zu praktizieren. 1897 bis 1905 hatte Maybury das Amt des Bürgermeisters der Stadt inne. Während dieser Zeit kandidierte er im Jahr 1900 als Gouverneur von Michigan, unterlag jedoch seinem republikanischen Kontrahenten Aaron T. Bliss.
Maybury starb 1909 in Detroit und wurde auf dem Elmwood Cemetery beigesetzt.